# La Fontaine aux mille plaisirs
Pour plus de détails, voir Fiche technique et Distribution.
La Fontaine aux mille plaisirs (titre original : Die Liebesquelle) est un film autrichien réalisé par Ernst Hofbauer, sorti en 1966.

## Synopsis
Le conseil municipal du village idyllique de Jonkborn, dans l'arrière-pays suédois, veut s'ouvrir au tourisme afin d'exploiter une nouvelle source de revenus. Le ministère du tourisme a déjà promis un soutien financier si certaines conditions sont remplies. L'expert publicitaire Leif doit conseiller la commune. Le maire Nils Hansen apprécie l'idée d'étendre l'attraction dans la source forestière voisine, surnommée par la population la "source d'amour". Une affiche est vite conçue, qui montre une dame nue en se baignant et sur on lit : La source d'amour de Jonkborn donne de la force à la beauté des hommes et des femmes !
Le commissaire du gouvernement Knobbe doit vérifier la solvabilité du village. L'affiche le laisse sans voix. Sa supérieure, la ministre van Weyden, la trouve offensante. L'endroit menace de devenir Sodome et Gomorrhe. Quelques observateurs de la vertu utilisent leurs jumelles pour observer comment une femme dans le grenier de la grange communautaire se déshabiller complètement. Après une enquête plus approfondie, les trois gardiens de la morale découvrent le publicitaire avec la fille Stina au lit.
Quelque temps plus tard, la commune lance une nouvelle tentative pour bénéficier des subventions. Cette fois-ci, toute une commission se rend à Junkborn. Le maire ordonne une semaine de vertu afin de ne pas compromettre le projet. Cependant, il n'a pas tenu compte du fait que c'est la pleine lune et c'est précisément à ce moment-là que la source devrait être particulièrement efficace selon la tradition ancienne. Le pharmacien, l'aubergiste et l'épicier ont la tâche de surveiller la fontaine pendant la nuit. Il ne faut pas longtemps avant qu'ils voient la stricte institutrice avec les filles Caroline et Victoria se déshabiller dans l'étang. Soudain, un coup de feu est tiré, et les trois hommes sur le siège élevé poussent un cri de douleur. Une charge de plomb les a frappés. Les baigneuses cherchent à s'enfuir. Le maire Hansen s'excuse d'avoir trébuché avec son fusil, ce qui a déclenché un tir.
Leif décrit à une foule de journalistes la source comme miraculeuse. Pendant ce temps, le maire cherche à tarir la source avec un barrage de fortune. Cependant, les articles de journaux parlent de plus en plus d'étrangers au courant de Jonkborn et qui veulent se baigner, mais il n'y a plus d'eau. Finalement, Nils Hansen n'a pas d'autre choix que de la laisser couler. Le résultat est un établissement de bain occupé.
Même la ministre ne peut pas attendre longtemps. Elle nationalise la source lucrative et nomme Carl à la tête des opérations à la source. Lors de l'inauguration officielle, elle coupe le ruban. La première baigneuse, cependant, n'est pas Mme van Weiden, mais - sous le rire des invités - une femme complètement déshabillée, une enfant de quatre ans !

## Fiche technique
- Titre : La Fontaine aux mille plaisirs
- Titre original : Die Liebesquelle
- Réalisation : Ernst Hofbauer
- Scénario : Walter Schneider
- Musique : Claudius Alzner
- Direction artistique : Wolf Witzemann
- Costumes : Gerdago
- Photographie : Franz Xaver Lederle (de)
- Montage : Gretl Girinec
- Production : Karl Spiehs
- Sociétés de production : Intercontinental Produktion
- Société de distribution : Constantin Film
- Pays d'origine :  Autriche
- Langue : allemand
- Format : Couleur - 1,66:1 - Mono - 35 mm
- Genre : Comédie érotique
- Durée : 83 minutes
- Dates de sortie :
  - Allemagne : 21 janvier 1966.
  - Finlande : 29 juillet 1966.
  - Suède : 22 août 1966.
  - Royaume-Uni : 1er janvier 1967.
  - Danemark : 16 juin 1968.
  - France : 9 juillet 1969[1].

## Distribution
- Hans-Jürgen Bäumler : Le publicitaire Leif
- Ann Smyrner : Stina
- Sieghardt Rupp : Nils Hansen, le maire
- Hartmuth Hinrichs : Carl
- Christa Linder : Britta
- Christiane Rücker (de) : Grit
- Marianne Schönauer : Mme van Weyden, la ministre
- Balduin Baas (de) : Le pharmacien
- Helga Marlo : Caroline
- Walter Buschhoff : L'aubergiste
- Ellen Umlauf : L'institutrice
- Werner Abrolat (de) : John
- Emely Reuer (de) : Frieda
- Herbert Tiede (de) : Le pasteur
- Karin Field : Victoria
- Dimitar Panov (en) : Lars Pogge
- Eddi Arent : Alwin Knobbe, le commissaire du gouvernement
- Christine Schuberth : Une assistante de Knobbes